# Liga de Fútbol de Primera División 2015/16
Die Saison 2015/16 beinhaltete die 105. und die 106. Auflage der Liga de Fútbol de Primera División, der höchsten costa-ricanischen Fußballliga. In dieser Saison wurden, wie in den letzten Jahren üblich, zwei Meisterschaften - Invierno Banco Popular 2015 und Verano Banco Popular 2016 - ausgespielt. Aus den Ergebnissen beider Meisterschaften wurde eine Gesamttabelle erstellt, um den Absteiger in die Liga de Ascenso-Segunda División zu ermitteln. Die Gewinner beider Meisterschaften qualifizierten sich für die CONCACAF Champions League 2016/17. Im Invierno gewann Rekordmeister Saprissa seinen 32. Titel, im Verano Heredia zum 25. Mal die Meisterschaft. Coronado belegte den letzten Platz der Gesamttabelle und stieg somit ab.

## Austragungsmodus
Die Saison 2015/16 war in die zwei Spielzeiten Invierno Banco Popular 2015 und Verano Banco Popular 2016 aufgeteilt. Die beiden Meisterschaften wurden im folgenden Modus ausgespielt:
- Zunächst spielten die zwölf teilnehmenden Mannschaften in einer Einfachrunde (Hin- und Rückspiel) im Modus Jeder gegen Jeden die besten vier Mannschaften aus.
- Diese besten vier Teams bestritten in Hin- und Rückspielen (1. gegen 4., 2. gegen 3.) das Halbfinale.
- Im Finale spielten die beiden Halbfinalsieger in Hin- und Rückspiel den Meister aus.

Aus den Hauptrunden der beiden Meisterschaften (Invierno und Verano) wurde eine Gesamttabelle erstellt. Der Letztplatzierte in dieser Wertung stieg in die Liga de Ascenso-Segunda División ab.

## Besondere zusätzliche Regel
- In jedem Kader (aus maximal 30 Spielern bestehend) durften sich höchstens vier Ausländer befinden.
- Alle Mannschaften mussten mindestens 810 Minuten U-21-Spieler zum Einsatz kommen lassen. Alle Vereine, die diese Regel nicht einhielten, mussten eine Strafe von einer Million Colones bezahlen, allen anderen wurde diese Summe als Prämie ausgezahlt, dem Klub mit den meisten summierten Minuten sogar 3 Millionen Colones.

## Teilnehmer
Bis auf Absteiger AS Puma Generaleña nahmen alle weiteren 11 Vereine der vorherigen Saison weiterhin teil. Neu dabei war AD Municipal Liberia als Aufsteiger aus der Liga de Ascenso-Segunda División. Von den sieben costa-ricanischen Provinzen hatte lediglich Puntarenas keinen Vertreter in der FPD; San José war mit vier Vereinen am stärksten Vertreten. Die Stadt Alajuela beheimatete zwei Vereine (AD Carmelita und LD Alajuelense), welche ihre Heimspiele im selben Stadion bestritten.
| Startplatz             | Verein                       | Herkunft (Kanton, Provinz) | Gründung | Erste Teilnahme | Erstklassig seit | Stadion (Kapazität)               | M/P-Titel | TV-Rechte | Ausrüster |
| ---------------------- | ---------------------------- | -------------------------- | -------- | --------------- | ---------------- | --------------------------------- | --------- | --------- | --------- |
| 01. Liga FPD 2014/15   | LD Alajuelense               | Alajuela, Alajuela         | 1919     | 1921            | 1921             | Alejandro Morera Soto (18.000)    | 29/9      | Repretel  | Puma      |
| 02. Liga FPD 2014/15   | CD Saprissa                  | Tibás, San José            | 1935     | 1949            | 1949             | Ricardo Saprissa Aymá (23.112)    | 31/6      | Teletica  | Kappa     |
| 03. Liga FPD 2014/15   | CS Herediano                 | Heredia, Heredia           | 1921     | 1921            | 1921             | Eladio Rosabal Cordero (8.700)    | 24/10     | Repretel  | Umbro     |
| 04. Liga FPD 2014/15   | CS Cartaginés                | Cartago, Cartago           | 1906     | 1921            | 1984             | José Rafael „Fello“ Meza (13.500) | 3/4       | Teletica  | Lotto     |
| 05. Liga FPD 2014/15   | AD Santos de Guápiles        | Pococí, Limón              | 1961     | 1999/00         | Invierno 2009    | Ebal Rodrígez Aguilar(4.500)      | 0/0       | Teletica  | Living    |
| 06. Liga FPD 2014/15   | AD Municipal Pérez Zeledón   | Pérez Zeledón, San José    | 1991     | 1991/92         | 1991/92          | Municipal Otto Ureña (5.500)      | 0/0       | Teletica  | Canastico |
| 07. Liga FPD 2014/15   | CF Universidad de Costa Rica | Montes de Oca, San José    | 1941     | 1941            | Invierno 2013    | Ecológico (2.000)                 | 1/1       | Repretel  | Monarca   |
| 08. Liga FPD 2014/15   | AD Carmelita                 | Alajuela, Alajuela         | 1948     | 1958            | Invierno 2012    | Alejandro Morera Soto (18.000)    | 1/0       | ExtraTV   | Sportek   |
| 09. Liga FPD 2014/15   | Belén FC                     | Belén, Heredia             | 1979     | 1994/95         | Invierno 2011    | Eladio Rosabal Cordero (8.700)    | 0/1       | Repretel  | Monarca   |
| 10. Liga FPD 2014/15   | CS Uruguay de Coronado       | Coronado, San José         | 1936     | 1950            | Invierno 2012    | Municipal El Labrador (3.500)     | 1/0       | Repretel  | Lotto     |
| 11. Liga FPD 2014/15   | Limón FC                     | Puerto Limón, Limón        | 1961     | 1964            | Invierno 2010    | Juan Goban (3.500)                | 0/0       | Repretel  | Sportek   |
| Meister LIASCE 2014/15 | AD Municipal Liberia         | Liberia, Guanacaste        | 1977     | 2001            | Invierno 2015    | Edgardo Baltodano Briceño (6.500) | 1/0       | Teletica  | Sportek   |

## Ergebnisse

### Campeonato Invierno Banco Popular 2015
Dedicado: Roy Sáenz Acuña
| Campeonato Invierno Banco Popular 2015 Stand: Endstand | AD Carmelita | AD Municipal Liberia | AD Municipal Pérez Zeledón | AD Santos de Guápiles | Belén-Bridgestone FC | CD Saprissa | CF Universidad de Costa Rica | CS Cartaginés | CS Herediano | CS Uruguay de Coronado | LD Alajuelense |     |
| ------------------------------------------------------ | ------------ | -------------------- | -------------------------- | --------------------- | -------------------- | ----------- | ---------------------------- | ------------- | ------------ | ---------------------- | -------------- | --- |
| AD Carmelita                                           |              | 1:0                  | 1:1                        | 0:1                   | 2:1                  | 0:3         | 1:0                          | 1:2           | 1:0          | 1:0                    | 0:2            | 1:2 |
| AD Municipal Liberia                                   | 5:0          |                      | 2:1                        | 3:0                   | 2:3                  | 1:1         | 2:0                          | 3:2           | 1:3          | 0:1                    | 2:2            | 0:0 |
| AD Municipal Pérez Zeledón                             | 1:1          | 2:0                  |                            | 1:3                   | 2:2                  | 0:1         | 0:3                          | 0:2           | 0:2          | 1:1                    | 2:7            | 1:2 |
| AD Santos de Guápiles                                  | 1:1          | 2:0                  | 1:0                        |                       | 3:1                  | 0:4         | 2:2                          | 3:0           | 0:1          | 1:1                    | 0:2            | 4:2 |
| Belén FC                                               | 0:0          | 1:1                  | 0:1                        | 5:1                   |                      | 0:2         | 3:2                          | 1:2           | 0:1          | 1:1                    | 1:5            | 2:2 |
| CD Saprissa                                            | 3:0          | 5:0                  | 5:0                        | 2:2                   | 3:0                  |             | 1:0                          | 2:3           | 0:0          | 3:1                    | 1:2            | 3:0 |
| CF Universidad de Costa Rica                           | 1:0          | 6:0                  | 0:1                        | 0:2                   | 2:0                  | 2:2         |                              | 1:2           | 2:1          | 2:0                    | 0:1            | 0:1 |
| CS Cartaginés                                          | 1:1          | 2:1                  | 1:1                        | 0:0                   | 2:1                  | 3:3         | 1:0                          |               | 0:2          | 2:1                    | 1:1            | 3:1 |
| CS Herediano                                           | 2:0          | 3:0                  | 1:0                        | 2:2                   | 1:2                  | 0:0         | 0:2                          | 2:0           |              | 3:1                    | 0:0            | 2:0 |
| CS Uruguay de Coronado                                 | 2:0          | 1:1                  | 4:3                        | 1:2                   | 1:2                  | 2:0         | 2:2                          | 2:0           | 0:1          |                        | 2:0            | 3:3 |
| LD Alajuelense                                         | 3:0          | 1:1                  | 1:0                        | 2:0                   | 0:0                  | 1:0         | 1:3                          | 3:0           | 2:3          | 3:0                    |                | 1:1 |
| Limón FC                                               | 1:0          | 5:0                  | 4:4                        | 2:2                   | 4:1                  | 2:1         | 2:0                          | 2:2           | 2:1          | 1:0                    | 0:2            |     |

| Pl.             | Verein                       | Sp. | S  | U | N  | Tore    | Diff. | Punkte |
| --------------- | ---------------------------- | --- | -- | - | -- | ------- | ----- | ------ |
| 1.              | LD Alajuelense               | 22  | 13 | 6 | 3  | 042:170 | +25   | 45     |
| 2.              | CS Herediano (M)             | 22  | 13 | 4 | 5  | 031:150 | +16   | 43     |
| 3.              | CD Saprissa                  | 22  | 11 | 6 | 5  | 045:190 | +26   | 39     |
| 4.              | Limón FC                     | 22  | 10 | 7 | 5  | 039:330 | +6    | 37     |
| 5.              | CS Cartaginés (P)            | 22  | 10 | 6 | 6  | 031:320 | −1    | 36     |
| 6.              | AD Santos de Guápiles        | 22  | 9  | 7 | 6  | 032:320 | ±0    | 34     |
| 7.              | CF Universidad de Costa Rica | 22  | 8  | 3 | 11 | 030:250 | +5    | 27     |
| 8.              | CS Uruguay de Coronado       | 22  | 6  | 6 | 10 | 027:320 | −5    | 24     |
| 9.              | Belén FC                     | 22  | 5  | 6 | 11 | 027:400 | −13   | 21     |
| 10.             | AD Municipal Liberia (N)     | 22  | 5  | 6 | 11 | 025:420 | −17   | 21     |
| 11.             | AD Carmelita                 | 22  | 5  | 5 | 12 | 012:320 | −20   | 20     |
| 12.             | AD Municipal Pérez Zeledón   | 22  | 3  | 6 | 13 | 022:440 | −22   | 15     |
| Stand: Endstand |                              |     |    |   |    |         |       |        |

Playoffs
|  | Halbfinale | Halbfinale     | Halbfinale | Halbfinale | Halbfinale |  |  | Finale | Finale         | Finale | Finale | Finale |
|  |            |                |            |            |            |  |  |        |                |        |        |        |
|  |            |                |            |            |            |  |  |        |                |        |        |        |
|  | 3          | CD Saprissa    | 3          | 0          | 3          |  |  |        |                |        |        |        |
|  | 2          | CS Herediano   | 0          | 2          | 2          |  |  |        |                |        |        |        |
|  |            |                |            |            |            |  |  | HF1    | CD Saprissa    | 2      | 2      | 4      |
|  |            |                |            |            |            |  |  | HF2    | LD Alajuelense | 0      | 1      | 1      |
|  | 4          | Limón FC       | 0          | 0          | 0          |  |  |        |                |        |        |        |
|  | 1          | LD Alajuelense | 0          | 3          | 3          |  |  |        |                |        |        |        |
|  |            |                |            |            |            |  |  |        |                |        |        |        |

| Platz           | Verein                       |
| --------------- | ---------------------------- |
| 01.             | CD Saprissa                  |
| 02.             | LD Alajuelense               |
| 03.             | CS Herediano (M)             |
| 04.             | Limón FC                     |
| 05.             | CS Cartaginés (P)            |
| 06.             | AD Santos de Guápiles        |
| 07.             | CF Universidad de Costa Rica |
| 08.             | CS Uruguay de Coronado       |
| 09.             | Belén FC                     |
| 10.             | AD Municipal Liberia (N)     |
| 11.             | AD Carmelita                 |
| 12.             | AD Municipal Pérez Zeledón   |
| Stand: Endstand |                              |

### Campeonato Banco Popular Verano 2016
Dedicado: José Alberto Granados Peralta
| Campeonato Verano Banco Popular 2016 Stand: Endstand | AD Carmelita | AD Municipal Liberia | AD Municipal Pérez Zeledón | AD Santos de Guápiles | Belén-Bridgestone FC | CD Saprissa | CF Universidad de Costa Rica | CS Cartaginés | CS Herediano | CS Uruguay de Coronado | LD Alajuelense |     |
| ---------------------------------------------------- | ------------ | -------------------- | -------------------------- | --------------------- | -------------------- | ----------- | ---------------------------- | ------------- | ------------ | ---------------------- | -------------- | --- |
| AD Carmelita                                         |              | 1:0                  | 1:2                        | 0:5                   | 0:0                  | 1:3         | 2:3                          | 1:1           | 2:2          | 1:0                    | 0:1            | 0:1 |
| AD Municipal Liberia                                 | 1:1          |                      | 3:2                        | 3:0                   | 0:0                  | 1:1         | 1:2                          | 2:1           | 1:0          | 0:2                    | 1:2            | 1:0 |
| AD Municipal Pérez Zeledón                           | 1:2          | 1:0                  |                            | 3:0                   | 0:1                  | 2:1         | 2:0                          | 0:2           | 2:2          | 4:0                    | 2:2            | 2:0 |
| AD Santos de Guápiles                                | 0:1          | 0:1                  | 3:1                        |                       | 0:2                  | 0:3         | 0:0                          | 0:0           | 0:2          | 1:0                    | 0:2            | 1:0 |
| Belén FC                                             | 1:0          | 1:0                  | 1:0                        | 1:1                   |                      | 3:0         | 2:2                          | 1:0           | 0:1          | 2:0                    | 1:1            | 3:0 |
| CD Saprissa                                          | 4:0          | 2:1                  | 0:1                        | 1:0                   | 2:1                  |             | 3:0                          | 2:0           | 1:0          | 3:0                    | 1:0            | 0:0 |
| CF Universidad de Costa Rica                         | 3:2          | 3:1                  | 0:1                        | 1:0                   | 1:1                  | 1:2         |                              | 1:0           | 1:2          | 0:0                    | 2:1            | 4:0 |
| CS Cartaginés                                        | 2:3          | 1:0                  | 2:1                        | 3:0                   | 1:0                  | 1:4         | 2:1                          |               | 1:0          | 2:2                    | 3:3            | 1:0 |
| CS Herediano                                         | 3:1          | 2:0                  | 2:0                        | 2:0                   | 1:0                  | 2:0         | 2:1                          | 1:0           |              | 2:0                    | 2:1            | 4:0 |
| CS Uruguay de Coronado                               | 2:2          | 1:1                  | 3:0                        | 2:1                   | 1:2                  | 0:1         | 0:1                          | 0:1           | 0:1          |                        | 1:0            | 1:1 |
| LD Alajuelense                                       | 3:0          | 4:0                  | 4:1                        | 4:2                   | 1:3                  | 1:0         | 4:0                          | 3:1           | 2:1          | 4:0                    |                | 4:0 |
| Limón FC                                             | 1:4          | 0:1                  | 1:0                        | 2:4                   | 2:1                  | 1:2         | 1:1                          | 1:0           | 0:1          | 3:1                    | 1:0            |     |

| Pl.             | Verein                       | Sp. | S  | U | N  | Tore    | Diff. | Punkte |
| --------------- | ---------------------------- | --- | -- | - | -- | ------- | ----- | ------ |
| 1.              | CS Herediano                 | 22  | 16 | 2 | 4  | 035:130 | +22   | 50     |
| 2.              | CD Saprissa (M)              | 22  | 15 | 2 | 5  | 036:160 | +20   | 47     |
| 3.              | LD Alajuelense               | 22  | 13 | 3 | 6  | 047:220 | +25   | 42     |
| 4.              | Belén FC                     | 22  | 11 | 6 | 5  | 027:140 | +13   | 39     |
| 5.              | CF Universidad de Costa Rica | 22  | 9  | 5 | 8  | 029:290 | ±0    | 32     |
| 6.              | CS Cartaginés (P)            | 22  | 9  | 4 | 9  | 025:260 | −1    | 31     |
| 7.              | AD Municipal Pérez Zeledón   | 22  | 9  | 2 | 11 | 028:300 | −2    | 29     |
| 8.              | AD Municipal Liberia (N)     | 22  | 7  | 4 | 11 | 019:270 | −8    | 25     |
| 9.              | AD Carmelita                 | 22  | 6  | 5 | 11 | 025:400 | −15   | 23     |
| 10.             | Limón FC                     | 22  | 6  | 3 | 13 | 015:360 | −21   | 21     |
| 11.             | AD Santos de Guápiles*       | 22  | 5  | 3 | 14 | 018:340 | −16   | 18     |
| 12.             | CS Uruguay de Coronado       | 22  | 4  | 5 | 13 | 016:330 | −17   | 17     |
| Stand: Endstand |                              |     |    |   |    |         |       |        |

Playoffs
|  | Halbfinale | Halbfinale     | Halbfinale | Halbfinale | Halbfinale |  |  | Finale | Finale         | Finale | Finale | Finale |
|  |            |                |            |            |            |  |  |        |                |        |        |        |
|  |            |                |            |            |            |  |  |        |                |        |        |        |
|  | 4          | Belén FC       | 1          | 1          | 2*         |  |  |        |                |        |        |        |
|  | 1          | CS Herediano   | 1          | 1          | 2*         |  |  |        |                |        |        |        |
|  |            |                |            |            |            |  |  | HF1    | CS Herediano   | 1      | 2      | 3      |
|  |            |                |            |            |            |  |  | HF2    | LD Alajuelense | 0      | 0      | 0      |
|  | 3          | LD Alajuelense | 2          | 3          | 5          |  |  |        |                |        |        |        |
|  | 2          | CD Saprissa    | 0          | 1          | 1          |  |  |        |                |        |        |        |
|  |            |                |            |            |            |  |  |        |                |        |        |        |

| Platz           | Verein                       |
| --------------- | ---------------------------- |
| 01.             | CS Herediano                 |
| 02.             | LD Alajuelense               |
| 03.             | CD Saprissa (M)              |
| 04.             | Belén FC                     |
| 05.             | CF Universidad de Costa Rica |
| 06.             | CS Cartaginés (P)            |
| 07.             | AD Municipal Pérez Zeledón   |
| 08.             | AD Municipal Liberia (N)     |
| 09.             | AD Carmelita                 |
| 10.             | Limón FC                     |
| 11.             | AD Santos de Guápiles        |
| 12.             | CS Uruguay de Coronado       |
| Stand: Endstand |                              |

### 2015–16
Gesamttabelle (Champions League und Abstieg)
| Pl.             | Verein                       | Sp. | S  | U  | N  | Tore    | Diff. | Punkte |
| --------------- | ---------------------------- | --- | -- | -- | -- | ------- | ----- | ------ |
| 1.              | CS Herediano                 | 44  | 29 | 6  | 9  | 066:280 | +38   | 93     |
| 2.              | LD Alajuelense               | 44  | 26 | 9  | 9  | 089:390 | +50   | 87     |
| 3.              | CD Saprissa (M)              | 44  | 26 | 8  | 10 | 081:350 | +46   | 86     |
| 4.              | CS Cartaginés (P)            | 44  | 19 | 10 | 15 | 056:580 | −2    | 67     |
| 5.              | Belén FC                     | 44  | 16 | 12 | 16 | 054:540 | ±0    | 60     |
| 6.              | CF Universidad de Costa Rica | 44  | 17 | 8  | 19 | 059:540 | +5    | 59     |
| 7.              | Limón FC                     | 44  | 16 | 10 | 18 | 054:690 | −15   | 58     |
| 8.              | AD Santos de Guápiles*       | 44  | 14 | 10 | 20 | 050:660 | −16   | 52     |
| 9.              | AD Municipal Liberia (N)     | 44  | 12 | 10 | 22 | 044:690 | −25   | 46     |
| 10.             | AD Municipal Pérez Zeledón   | 44  | 12 | 8  | 24 | 050:740 | −24   | 44     |
| 11.             | AD Carmelita                 | 44  | 11 | 10 | 23 | 037:720 | −35   | 43     |
| 12.             | CS Uruguay de Coronado       | 44  | 10 | 11 | 23 | 043:650 | −22   | 41     |
| Stand: Endstand |                              |     |    |    |    |         |       |        |

| Ehrung                                     | Gewinner |
| ------------------------------------------ | --- |
| Bester Torschütze Invierno 2015            | Ariel Rodríguez Araya (CD Saprissa)                                                                                        |
| Beste Torschützen Verano 2016              | José Guillermo Ortiz Picado (LD Alajuelense) José Luis Cordero Manzanares (Belén FC) Yendrick Ruiz González (CS Herediano) |
| Bestes Tor Invierno 2015                   | Daniel Colindres Solera (CD Saprissa)                                                                                      |
| Bestes Tor Verano 2016                     | Víctor Núñez Rodríguez (CD Saprissa)                                                                                       |
| Bester Spieler Invierno 2015               | Marvin Angulo Borbón (CD Saprissa)                                                                                         |
| Bester Spieler Verano 2016                 | Randall Azofeifa Corrales (CS Herediano)                                                                                   |
| Bester Ausländischer Spieler Invierno 2015 | Adolfo Machado (CD Saprissa)                                                                                               |
| Bester Ausländischer Spieler Verano 2016   | Adolfo Machado (CD Saprissa)                                                                                               |
| Bester U-21 Spieler Invierno 2015          | Youstin Salas Gómez (AD Santos de Guápiles)                                                                                |
| Bester U-21 Spieler Verano 2016            | Gerson Torres Barrantes (Belén FC)                                                                                         |
| Bester Torwart Invierno 2015               | Patrick Pemberton Bernard (LD Alajuelense)                                                                                 |
| Bester Torwart Verano 2016                 | Leonel Moreira Ledezma (CS Herediano)                                                                                      |
| Bester Trainer Invierno 2015               | Horacio Esquivel Rodríguez (Limón FC)                                                                                      |
| Bester Trainer Verano 2016                 | José Giacone Garita (Belén FC)                                                                                             |
| Beste Torwart-Parade 2015–16               | Leonel Moreira Ledezma (CS Herediano)                                                                                      |
| Fair Play Invierno 2015                    | CF Universidad de Costa Rica                                                                                               |
| Fair Play Verano 2016                      | Limón FC |
| Klub mit größtem Aufschwung Invierno 2015  | Limón FC |
| Klub mit größtem Aufschwung Verano 2016    | Belén FC |
| Schiedsrichterleistung 2015–16             | Randall Poveda Cascante Ricardo Montero Araya Osvaldo Luna Gutiérrez Juan Carlos Mora Araya                                |